# Chelonoidis niger duncanensis
Chelonoidis niger duncanensis (synoniem: Chelonoidis ephippium) is een schildpad uit de familie landschildpadden (Testudinidae). 

## Naam en indeling
De wetenschappelijke naam van de soort werd voor het eerst voorgesteld door Peter PritchardSamuel Garman in 1966. Oorspronkelijk werd de wetenschappelijke naam Testudo ephippium gebruikt. Deze naam werd door Albert Günther geïntroduceerd maar was gebaseerd op en verkeerd geïdentificeerd exemplaar. Vaak wordt ook Samuel Garman genoemd als auteur maar zijn wetenschappelijke naam Testudo duncanensis wordt beschouwd als nomen nudum.
Chelonoidis niger duncanensis werd  lange tijd als een aparte soort naast de galapagosreuzenschildpad (Chelonoidis nigra) beschouwd, maar sinds het DNA-onderzoek een belangrijke plaats heeft binnen het systematisch onderzoek wordt hij (weer) als een ondersoort beschouwd. Vroeger werd de schildpad ook wel tot het geslacht Geochelone gerekend. Hierdoor wordt in de literatuur vaak een verouderde wetenschappelijke naam vermeld.
De ondersoortaanduiding duncanensis betekent vrij vertaald 'wonend op Duncan' en slaat op de verouderde naam van het eiland Pinzon; 'Duncan island'.

## Uiterlijke kenmerken
De schildpad bereikt een maximale rugschildlengte tot 84 centimeter, hiermee is het een van de kleinere galapagosschildpadden. De achterzijde van het rugschild is relatief hoog en breed. De kleur van het schild is bruingrijs. De kop en poten zijn donkergrijs van kleur, de nek is relatief lang. De kop is klein en heeft geen uit-stekende snuitpunt. 
Het buikschild heeft een bruingrijze kleur. De plastronformule is als volgt: abd > hum > fem > intergul > an > pect. Het buikschild is versmald aan zowel de zowel de voor- als achterzijde. Zowel de inguinaalschub als de axiliaire schub zijn ongepaard, ze zijn ongeveer even groot. 
Mannetjes zijn van vrouwtjes te onderscheiden door een langere en dikkere staart, daarnaast zijn ze groter en hebben een gele kleur aan de keel en de onderkaken. 

## Levenswijze
De schildpad is een herbivoor en leeft van grassen, kruiden, mos, korstmos, cactussen en losliggende bladeren. De dieren foerageren voornamelijk in de ochtend en avond, vooral in vochtige omstandigheden. 
De mannetjes worden volwassen bij een schildlengte van ongeveer 75 centimeter, de vrouwtjes bij ongeveer 72 cm, de dieren bereiken hun volwassenheid na twaalf tot vijftien jaar. Van augustus tot december worden de eieren afgezet, er zijn meerdere legsels per seizoen. De twee tot acht eieren hebben een witte kleur en een broze schaal, ze zijn vrijwel rond en hebben een diameter van ongeveer 58 tot 60 millimeter.

## Verspreiding en habitat

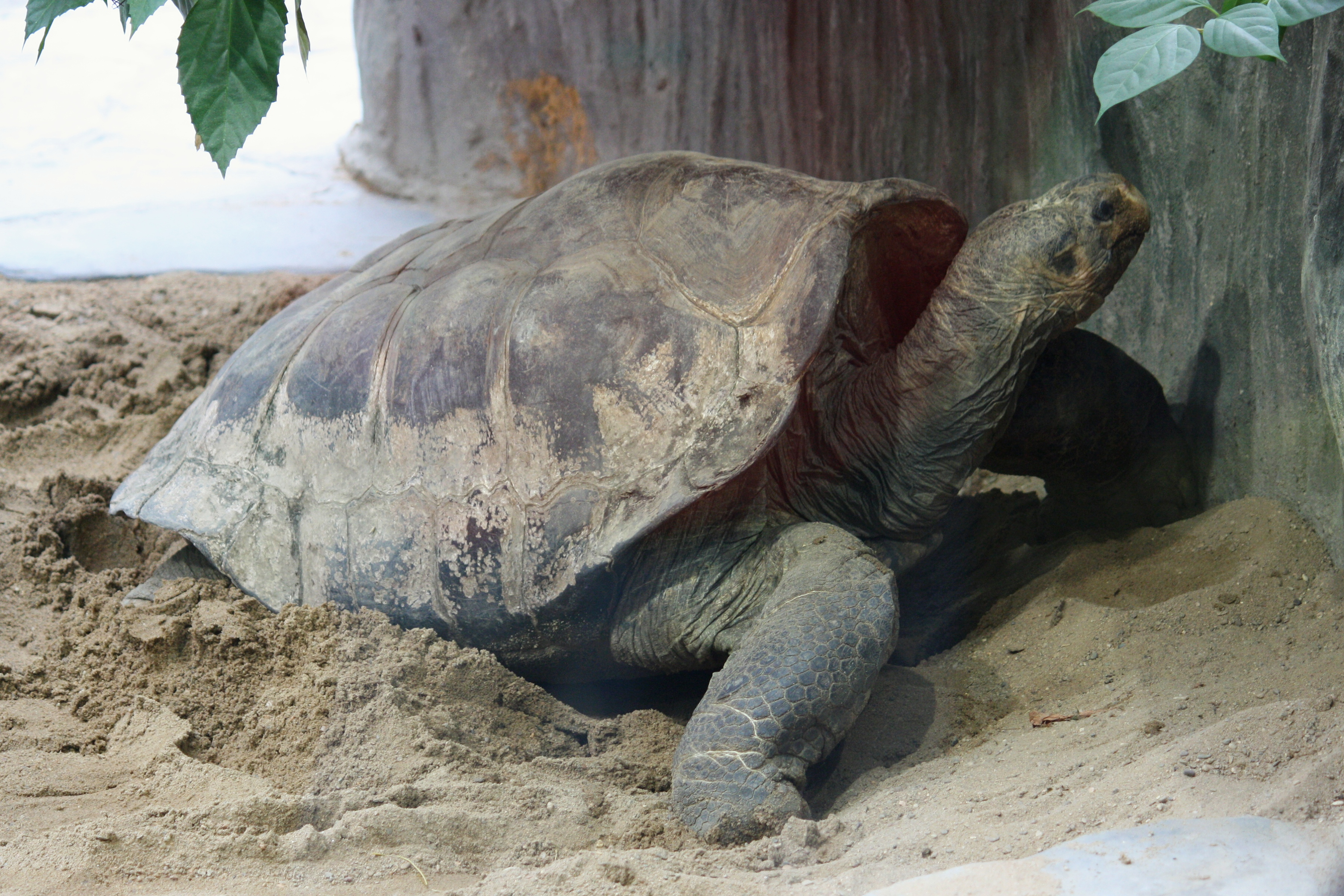
Een exemplaar in de dierentuin van Praag.

Deze reuzenschildpad komt voor als endemische diersoort op de Galapagoseilanden (Ecuador, Zuid-Amerika) en daar alleen op het eiland Pinzón. Het leefgebied bestaat uit de hellingen van de vulkaankrater op het eiland. 

## Beschermingsstatus
In de negentiende eeuw leefden alleen nog oude dieren die zichzelf niet meer konden voortplanten omdat hun eieren en nakomelingen werden gepredeerd door zwarte ratten. Daarom kreeg het dier in 1996 de status "uitgestorven in het wild". In gevangenschap gefokte nakomelingen worden op Pinzon losgelaten om de natuurlijke populatie aan te sterken. Door de internationale natuurbeschermingsorganisatie IUCN is de beschermingsstatus 'kwetsbaar' toegewezen (Vulnerable of VU).